# Creu de terme trencada
La Creu de terme trencada, o Creu Trencada, és una creu de terme de Balaguer (Noguera) situada a 1 km a ponent de la ciutat, al peu de l'anomenat camí de la Creu Trencada (que dona continuïtat al camí del Barranc dels Rucs, procedent del nucli) just al seu encreuament per pas inferior amb la variant nord-oest de Balaguer (C-12). Està inclosa a l'Inventari del Patrimoni Arquitectònic de Catalunya.

## Descripció
El conjunt monumental original era tot de pedra i format per peanya, base, fust, capitell i la creu pròpiament dita, la qual va desaparèixer en un moment reculat atès que el camí i la partida s'anomenen “la Creu Trencada” des d'antic. La peanya, la base, el fust i el capitell que han romàs són de secció octogonal essent 2,63 metres l'alçada actual, per la qual cosa s'estima que el conjunt complet devia superar els 3 metres d'alt.
La peanya és formada per dos esglaons que amiden 1,50 i 1,25 metres de llargada, respectivament, amb una alçada conjunta de 0,70 metres. Al damunt, s'alça la base, formada per tres cossos decreixents que sumen 1,01 metres d'alçada, i 0,68 metres d'amplada a l'arrencada. El tercer cos, el quin sosté el fust, llueix quatre mitges circumferències en alt relleu, situades en cares alternes al seu basament. El llis fust, de sols 1,07 metres, sosté el capitell o magolla, que amida 0,34 metres d'alt, amb dues anelles inferiors i una cornisa superior, que emmarquen un bell fris amb vuit fulles, una cada cara.

## Història
A semblança de les altres creus de la ciutat (dels Erals, de Sant Domènec, de la Secla, de Santa Maria) se situava en un punt estratègic foramurs, fent la funció de delimitar els extrems de la ciutat. Es va fer nova en època recent i l'original es devia trencar ja d'antic, com indicaria el propi nom. En el període 2018-19, l'Ajuntament de Balaguer realitzà un projecte de restauració de les creus de terme, gràcies al qual es va consolidar la Creu del Firal o Santa Maria, i es va traslladar la Creu Trencada que hauria quedat en ple talús de la variant nord de Balaguer.